# دردسر تیفا
دردسر تیفا (به انگلیسی:Teefa in Trouble)فیلم کمدی رمانتیک محصول پاکستان در سال ۲۰۱۹ می‌باشد.

## بازیگران
- علی ظفر
- مایا علی
- فیضل قریشی
- ماهانور حیدر
- جاوید شیخ
- صوفیه خان
- محمود اَسلم
- اسما عباس
- رانویر سینگ
- نیر اعجاز